# Concepción megye (Misiones)
Concepción egy megye Argentína északkeleti részén, Misiones tartományban. Székhelye Concepción de la Sierra.

## Földrajz
Misiones tartomány legdélebbi megyéje. Délről és délkeletről Brazília határolja, a határt az Uruguay folyó képezi.

## Népesség
A megye népessége a közelmúltban a következőképpen változott:
| Év   | Lakosság |
| ---- | -------- |
| 2001 | 9036     |
| 2010 | 9577     |